# 国立病院機構いわき病院
国立病院機構いわき病院（こくりつびょういんきこういわきびょういん）は、福島県いわき市小名浜野田に所在し、独立行政法人国立病院機構が運営する病院。正式名称は独立行政法人国立病院機構いわき病院（どくりつぎょうせいほうじんこくりつびょういんきこう いわきびょういん）。
政策医療分野における重症心身障害児の専門医療施設であり、神経・筋疾患（神経難病）に対する医療も行っている。院内に福島県立平支援学校の訪問学級があり、入院する児童・生徒が通学している。

## 沿革
- 1919年12月 - 福島県立結核療養所回春園として創設。
- 1943年4月1日 - 日本医療団へ統合、日本医療団翠ヶ丘病院となる。
- 1947年4月1日 - 厚生省へ移管、国立療養所翠ヶ丘病院として発足。
- 1954年4月 - 国立翠ヶ丘療養所へ改称。
- 1983年4月 - 国立療養所翠ヶ丘病院へ改称。
- 2001年1月6日 - 厚生労働省へ移管。
- 2004年4月1日 - 独立行政法人国立病院機構発足に伴い、現名称へ変更。
- 2019年2月1日 - いわき市平豊間から同市小名浜野田へ移転。

## 診療科
- 内科
- 神経内科
- 小児科
- 外科

## 医療機関の指定等
- 保険医療機関
- 労災保険指定医療機関
- 生活保護法指定医療機関
- 公害医療機関

## 交通アクセス
- JR東日本常磐線湯本駅より

1. 自動車で9分
2. 新常磐交通バスで「野田」下車、徒歩12分

- 常磐自動車道 いわき湯本ICから16分